# Gömörszőlős
Gömörszőlős község Borsod-Abaúj-Zemplén vármegyében, a Putnoki járásban.

## Fekvése
A Putnoki-dombságban, völgyekkel szabdalt területen, a Keleméri-patak völgyében helyezkedik el, Aggtelektől 15 kilométerre, Miskolctól közúton 45 kilométerre északnyugatra, a szlovák határ mellett. Meglehetősen elzárt zsáktelepülés, közúton csak a 26 101-es úton érhető el Kelemér irányából, a 2601-es út felől.

## Nevének eredete
A régi neve, Poszoba, szláv személynév. Írták: Pozoba, Pozuba és Puzaba alakban is. 1906-tól lett Gömörszőlős, ez régi, nagy kiterjedésű szőlőbirtokra utal.

## Története
Poszoba néven említik oklevélben először 1232-ben, majd 1251-ben. Zsigmond király egy 1397-es oklevele is említi Poszobát Kelemérrel együtt. 1424-ben a Doby család birtoka volt. 1566-ban a török felgyújtotta a falut.
Az 1715. évi országos összeírás szerint adózói Stephanus Varga, Gregorius Kovács, Andreas Fazekas, Stephanus Babus, Michael Szabo, Andreas Babus, Petrus Varga, Andreas Naszaray, Gregorius Szabo és Stephanus Fazekas voltak, az 1720. évi országos összeírás szerint Stephanus Fazekas, Michael Szabo, Andreas Babos, Petrus Vargha, Gregorius Kováts, Stephanus Babos és Martinus Kováts. Elemi csapások is gyakran érték, 1879-ben elmosta egy vihar, de újra felépült. A település 1906-ban vette fel a Gömörszőlős nevet, azelőtt Poszobának hívták. Egykor Gömör és Kis-Hont vármegyében a tornaljai járáshoz tartozott. A trianoni békeszerződés érzékenyen érintette, mivel a község nyugati széle országhatár lett, az ezen túli területek az egykori Csehszlovákiához kerültek, többek között a község erdőinek nagy része is. Ettől kezdve a falu Borsod vármegyéhez és a putnoki, később az ózdi járáshoz tartozott. 1991-től önálló község. Ma Gömörszőlős az egyetlen magyarországi település, ami nevében még őrzi a történelmi Gömör és Kis-Hont vármegye nevét.
1993-ban indult a „Gömörszőlős, a fenntartható falu” elnevezésű program, melynek keretében a miskolci Ökológiai Intézet a Fenntartható Fejlődésért Alapítvány munkatársai létrehoztak egy környezetbarát technológiákat, biogazdaságot bemutató oktatóközpontot, illetve olyan projekteket valósítanak meg, amelyekkel a térség erőforrásainak fenntartható hasznosítását, illetve a népi mesterségek, hagyományok továbbélését kívánják elősegíteni. Újra-felépítettek egy 100 éves gépekkel dolgozó kártoló-gyapjúfonó üzemet, ami ma működő múzeumként a gyapjúfeldolgozás folyamatát mutatja be a látogatóknak.
A település híres szülöttje a magyar labdarúgó válogatott és a Vasas egykori kiváló támadója Várady Béla.

## Közélete

### Polgármesterei
- 1990–1994: É. Kovács László (független)[3]
- 1994–1998: T. Kovács László (független)[4]
- 1998–2002: T. Kovács László (független)[5]
- 2002–2006: Kovács László János (független)[6]
- 2006–2010: Kovács László János (független)[7]
- 2010–2014: É. Kovács Judit Éva (független)[8]
- 2014–2019: É. Kovács Judit Éva (független)[9]
- 2019–2024: É. Kovács Judit Éva (független)[10]
- 2024– : É. Kovács Judit Éva (független)[1]

## Népesség
A település népességének változása:
| Lakosok száma | 76   | 85   | 89   | 79   | 71   | 71   | 71   |
|               | 2013 | 2014 | 2015 | 2021 | 2022 | 2023 | 2024 |

A 2001-es népszámlálás adatai szerint a településnek csak magyar lakossága volt.
A 2011-es népszámlálás során a lakosok 90,8%-a magyarnak mondta magát (9,2% nem válaszolt). A vallási megoszlás a következő volt: római katolikus 6,6%, református 77,6%, felekezeten kívüli 5,3% (10,5% nem válaszolt).
2022-ben a lakosság 97,2%-a vallotta magát magyarnak, 1,4% németnek, 2,8% egyéb, nem hazai nemzetiségűnek (2,8% nem nyilatkozott; a kettős identitások miatt a végösszeg nagyobb lehet 100%-nál). Vallásuk szerint 8,5% volt római katolikus, 49,3% református, 1,4% görög katolikus, 7% egyéb felekezethez tartozó, 4,2% felekezeten kívüli (29,6% nem válaszolt).

## Környező települések
Kelemér 2 km-re. A legközelebbi város: Putnok 11 km-re.

## Látnivalók
- Helytörténeti gyűjtemény
- Szabadtéri múzeum
- Az Ökológiai Intézet Alapítvány oktatóközpontja
- 20. század elejéről származó gépsorral dolgozó gyapjúfeldolgozó műhely[14]
- Református templom
- 1989-től GÖMÖRI MŰHELY művésztelep Máger Ágnes festőművész vezetésével
- A művésztelep 20 évfordulója alkalmából készült könyv: http://www.mageragnes.hu/content/gomori_muhely.pdf%5B%5D
- Biogazdaság
- Tompa Mihány Emlékház és Tájház[15]
- Néprajzi gyűjtemény és Kisgaléria[16]
- Határjárás tanösvény[17]